# Зимние Олимпийские игры 2030
Зи́мние Олимпи́йские и́гры 2030 (англ. 2030 Winter Olympics, официальное название: XXVI Зи́мние Олимпи́йские и́гры) — международное спортивное мероприятие, которое планируется провести с 8 февраля по 24 февраля 2030 года во Французских Альпах. Церемония закрытия должна пройти в Ницце.
Столица игр была объявлена 24 июля 2024 года на 142-й сессии МОК в Париже (Франция). Местом проведения XXVI Зимних Олимпийских игр были утверждены Французские Альпы.

## Процесс подачи заявок
Новый процесс подачи заявок был утвержден на 134-й сессии МОК в Лозанне.
- Установить постоянный, конструктивный диалог для изучения интереса между городами / регионами / странами и национальными олимпийскими комитетами к любой олимпиаде.
- Создать две комиссии для будущих хозяев (летние и зимние игры), чтобы контролировать интерес к будущим олимпийским событиям и отчитываться перед исполнительным советом МОК.
- Усилить влияние на сессию МОК, сделав членов, не являющихся членами ИС, членами будущих принимающих комиссий.

## Региональные заявки
- Прованс — Альпы — Лазурный Берег / Овернь — Рона — Альпы, Франция[4] 24 июля 2024 года Французские Альпы были утверждены местом проведения XXVI Зимних Олимпийских игр[5].

## Предлагавшиеся заявки

### Отклонённые
- Стокгольм—Оре, Швеция — Стокгольм ранее принимал летние Олимпийские игры 1912[6][7].
- Квебек, Канада[8][9];
- Уфа, Россия — в январе 2021 года город предлагал заявку на проведение Игр. Весной 2022 года из-за вторжения России на Украину МОК запретил России и Белоруссии проводить спортивные соревнования[10][11].
- Львов, Украина[12] заявка планировалась, но официальная подача не состоялась из-за вторжения России в Украину;

### Несостоявшиеся
- Денвер, США[13];
- Рино, США — два города считались кандидатами, но ОК США сделал выбор в пользу Солт-Лейк-Сити[14];
- Варшава, Польша/ Прага, Чехия[15];
- Лиллехаммер, Норвегия — ранее в Лиллехаммере проходили зимние Олимпийские игры 1994 и зимние юношеские Олимпийские игры 2016[16];
- Буэнос-Айрес/Ушуая, Аргентина[17].
- Калгари, Канада — Калгари ранее принимал зимние Олимпийские игры 1988[18].
- Алма-Ата, Казахстан[19];
- Боржоми, Грузия[20].
- Анси, Франция[21];
- Сараево, Босния и Герцеговина — Сараево ранее принимало зимние Олимпийские игры 1984[22];
- Шмалькальден, Германия[23].

### Снявшиеся по ходу кампании
- Барселона/Сарагоса, Испания — Барселона ранее принимала летние Олимпийские игры 1992[24]. 21 июня 2022 года Испания отозвала свою заявку из-за разногласий между правительствами регионов[25];
- Ванкувер/Уистлер, Канада — в Ванкувере ранее проходили зимние Олимпийские игры 2010. 27 октября 2022 года было объявлено, что заявка не поддерживается правительством региона[26][27].
- Саппоро, Япония — Саппоро принимал зимние Олимпийские игры 1972. 6 октября 2023 года Саппоро решил отозвать свою заявку[28]
- Солт-Лейк-Сити, США — Солт-Лейк-Сити принимал зимние Олимпийские игры 2002[29]. В ноябре 2023 года город отозвал свою заявку, чтобы сосредоточиться на подачу заявки в качестве кандидата на зимние Олимпийские игры 2034[30].